# ریران ون پلت
ریران ون پلت (انگلیسی: Rerun Van Pelt) کوچکترین برادر لاینس و لوسی در کمیک استریپ بادام زمینی‌ها نوشته چارلز شولتس است. لوسی ون پلت، خواهرش، با تحقیر این وضعیت را «تکرار» تولد برادرش لاینس می‌خواند، بنابراین لاینس به کودک لقب «ریران» می‌دهد. با وجود ناامیدی لوسی، او تبدیل به یک خواهر بزرگتر محافظ می‌شود.